# Radu Aldulescu

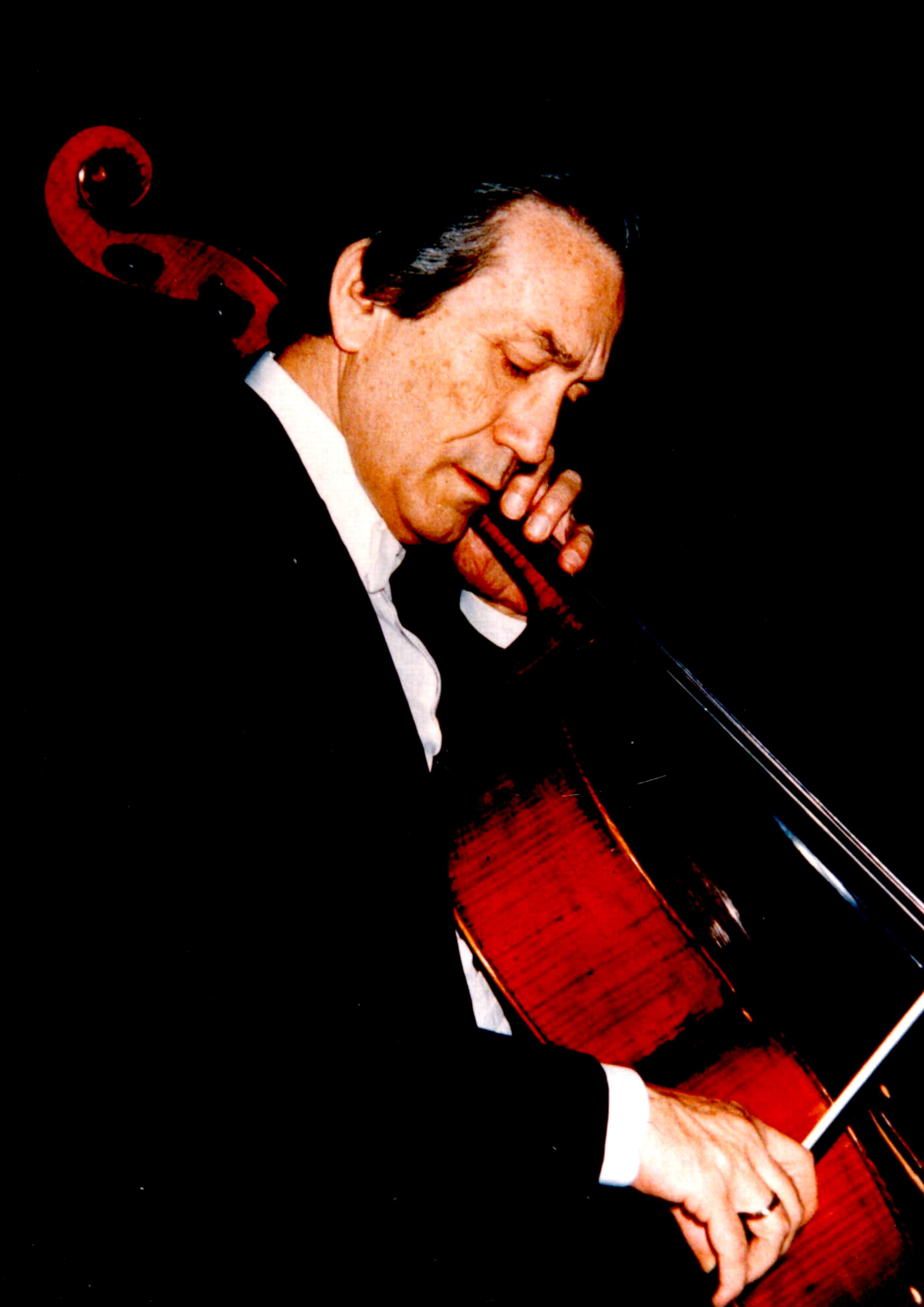
Radu Aldulescu (cellist)

Radu Aldulescu (* 17. September 1922 in Piteasca, Kreis Ilfov; † 19. März 2006 in Nizza, Frankreich) war ein rumänischer Cellist und Musikpädagoge des 20. Jahrhunderts. Seine musikalische Laufbahn erstreckte sich über mehrere Jahrzehnte und umfasste sowohl eine erfolgreiche Solokarriere als auch eine einflussreiche Lehrtätigkeit an renommierten Musikinstitutionen in Europa. Aldulescu entstammte einer Familie mit tiefen Wurzeln in der rumänischen Musikgeschichte und erhielt seine erste musikalische Ausbildung im familiären Umfeld. Seine internationale Karriere führte ihn auf die Bühnen zahlreicher prestigeträchtiger Musikfestivals und brachte ihm mehrere Auszeichnungen ein.

## Familie
Radu Aldulescus familiäre Wurzeln reichen tief in die rumänische Musikgeschichte. Sein Urgroßvater, Angheluș Dinicu (1838–1905), war ein bekannter Panflötenspieler und Komponist des Stückes Ciocârlia. Maria Dinicu, eine der vier Töchter von Angheluș Dinicu, heiratete den Komponisten und Flötisten Petre Elinescu (1869–1947) aus Mehedinți.
Radu Aldulescu selbst war mit Galina (auch „Galia“ genannt) verheiratet. Aus dieser Ehe ging eine Tochter, Rodica Aldulescu, hervor. Im Jahr 1969 ließen sich Radu und Galia Aldulescu im Ausland nieder. Zwei Jahre später, 1971, verließ auch Rodica Aldulescu Rumänien im Rahmen einer Familienzusammenführung. Rodica Aldulescu lebt in Paris und war mit einem Fernsehkameramann verheiratet.

## Ausbildung
Radu Aldulescu begann seine musikalische Ausbildung im Alter von sechs Jahren. Sein erster Cellolehrer war sein Großonkel Dimitrie Dinicu (1868–1936), einer der drei Söhne von Angheluș Dinicu. Diese frühe musikalische Unterweisung fand im familiären Umfeld statt.
Im Jahr 1934, als Aldulescu zwölf Jahre alt war, setzte er seine musikalische Ausbildung an der Königlichen Akademie für Musik und Darstellende Kunst (Academia Regală de Muzică și Artă Dramatică) in Bukarest fort. Dort studierte er bis 1939, was einer regulären Studienzeit von fünf Jahren entsprach. Diese Phase seiner Ausbildung an einer renommierten Institution legte den Grundstein für seine weitere musikalische Entwicklung.

## Musikalische Karriere
Radu Aldulescu begann seine professionelle musikalische Laufbahn 1930 mit einem Recital am Staatstheater in Oradea (Teatrul de Stat din Oradea). 1941 folgte sein Debüt mit dem Rundfunkorchester in Bukarest (Societatea Română de Radiodifuziune). In den frühen 1950er Jahren trat er als Solist unter der Leitung von Ionel Perlea in Iași auf. Von 1950 bis 1964 war Aldulescu als Solist der Bukarester Philharmonie (Filarmonica „George Enescu“ din București) tätig. Zudem wirkte er als erster Cellist im Orchester der rumänischen Oper und war Mitglied eines Trios mit dem Geiger Ștefan Gheorghiu und dem Pianisten Valentin Gheorghiu.
Seine musikalische Ausbildung umfasste Studien bei Gaspar Cassadó, dem er drei Jahre lang in Santiago de Compostela als Assistent diente.
1969 verließ Aldulescu Rumänien und ließ sich in Italien nieder. Dort gründete er 1972 gemeinsam mit dem Geiger Salvatore Accardo und dem Bratschisten Luigi Alberto Bianchi das Kammerensemble Trio d’Archi di Roma.
Aldulescus Lehrtätigkeit erstreckte sich über mehrere renommierte Institutionen, darunter die Musikakademie in Rom, das Pariser Konservatorium sowie das Conservatorium Maastricht und die Musik-Akademie Basel. Bis zu seinem Lebensende hatte er den Lehrstuhl für Cello und Kammermusik an der International Menuhin Music Academy (IMMA) inne. Zu seinen Schülern zählten unter anderem Lluís Claret, Paulo Gaio Lima, Ulf Tischbirek, Șerban Nichifor und Marin Cazacu.
Von 1984 bis 2005 leitete Aldulescu die Interpretationskurse beim Festival von Torroella de Montgrí in Spanien.
Seine internationale Karriere umfasste Auftritte bei zahlreichen renommierten Musikfestivals, darunter in Berlin, Rom, Barcelona, Prag und Salzburg. Aldulescu trat regelmäßig in Kammermusikkonzerten mit namhaften Musikern auf, darunter Yehudi Menuhin, Ruggiero Ricci, Sándor Végh, Wolfgang Schneiderhan und Alberto Lysy. Er gab Meisterklassen an verschiedenen internationalen Musikzentren und war Jurymitglied bei internationalen Cellowettbewerben. Aldulescu spielte unter der Leitung bedeutender Dirigenten wie Leonard Bernstein, Zubin Mehta, Paul Kletzki, Hans Schmidt-Isserstedt und Kirill Kondraschin.

## Preise und Auszeichnungen
Radu Aldulescu errang im Laufe seiner Karriere mehrere Auszeichnungen bei internationalen Wettbewerben. 1946 wurde er in Genf, 1950 in Prag und 1951 in Berlin prämiert.
Die italienische Regierung ehrte Aldulescu 1972 mit dem Titel „Cavaliere Ufficiale dell’Ordine al Merito della Republica Italiana“.
Zu seinen weiteren Auszeichnungen zählen der Saggitario d’Oro und der Gonfalone d’Oro. Zudem wurde er zum Mitglied der Accademia Tiberina in Rom und der Accademia Filarmonica di Bologna ernannt. 1967 erhielt er den Preis für den „besten Cellisten des Jahres“ des The Harriet Cohen International Music Awards.
Am 1. Dezember 2000 wurde Aldulescu mit dem nationalen Orden „Stern von Rumänien“ im Rang eines Großoffiziers ausgezeichnet.
Die Universität für Musik und darstellende Kunst Bukarest verlieh Aldulescu im Jahr 2001 die Ehrendoktorwürde.